# 목동 하이페리온 II
목동 현대 하이페리온 II(영어: Mok-dong Hyundai Hyperion II) 혹은 하이페리온 타워 II(영어: Hyperion Tower II)는 대한민국 서울특별시 양천구 목1동에 있는 초고층 마천루이자 고급 주상복합 아파트이다.

## 구성
하이페리온Ⅱ는 2006년 11월 30일 입주한 아파트이다. 201동 ~ 204동 아파트 4개 동 576세대와 205동 ~ 206동 오피스텔 2개 동 403세대 등 총 979세대로 구성되어 있다. 주차 공간의 규모는 총 1154대이다. 또한 아파트인 201동에서 204동 40층에는 60~70여 평의 복층 펜트하우스가 위치하고 있다.
| 동 명칭 | 층수 | 높이 |
| ------- | ---- | ---- |
| 201동   | 36층 | 130m |
| 202동   | 40층 | 140m |
| 203동   | 32층 | 118m |
| 204동   | 40층 | 140m |
| 205동   | 31층 | 113m |
| 206동   | 40층 | 140m |

## 특징

### 엘리베이터
현대엘리베이터의 제품이 설치되어 있다. 201~206동까지 있다. 201~204동은 아파트, 205,206동은 오피스텔이며 승객용 3대씩, 비상용 1대, 오피스텔은 승객용 4대, 비상용 1대가  있다.

## 시설
아파트 시설은 저층, 중층, 고층에 있고 오피스텔 시설은 205동 1층, 10층, 20층, 206동 1층 등등에 있다.
| 층수                    | 용도                                    |
| ----------------------- | --------------------------------------- |
| 37층 ~ 40층             | 아파트 및 오피스텔(202동, 204동, 206동) |
| 33층 ~ 36층             | 아파트 및 오피스텔(201동)               |
| 2층 ~ 31층, 32층(203동) | 아파트 및 오피스텔                      |
| 1층                     | 로비                                    |
| 지하 4층 ~ 지하 1층     | 지하주차장                              |

## 같이 보기
- 서울 양천구의 마천루 목록